# Dave Duerson
David Russell Duerson (Muncie, 28 de novembro de 1960 - 17 de fevereiro de 2011) foi um ex-jogador profissional de futebol americano.

## Carreira
Dave Duerson foi campeão da temporada de 1985 da National Football League jogando pelo Chicago Bears.

## Morte
Duerson foi encontrado morto em sua casa em 17 de fevereiro de 2011 aos 50 anos de idade. Ele se suicidou com um tiro no peito. O jogador deixou um bilhete doando seu cérebro para pesquisas, para ajudar o estudo do Dr. Bennet Omalu e auxiliasse na solução de traumas futuros em jogadores da NFL.